# الكسندر جونزالز
الكسندر جونزاليز (بالإسبانية: Alexander González) لاعب منتخب فنزويلا لكرة القدم، يلعب في نادي كاراكاس الفنزويلي.
ولد في 13 / سبتمبر / 1992 م.
عمره 18 عاما.
وزنه 71 كيلوجراما.
طوله 177 سم.
يعتبر هذا اللاعب امل المنتخب الفنزويلي القادم نظرا لأدائه الكبير مع صغر سنه.
يستخدم رجله اليمنى في التسديد بقوة بالإضافة إلى قدرته على استخدام القدم اليسرى بشكل جيد.

## روابط خارجية
- الكسندر جونزالز على موقع قاعدة بيانات كرة القدم.إي يو (الإنجليزية)
- الكسندر جونزالز على موقع ناشيونال فوتبول تيمز (الإنجليزية)
- الكسندر جونزالز على موقع Soccerbase.com (لاعب) (الإنجليزية)
- الكسندر جونزالز على موقع Soccerway.com (الإنجليزية)
- الكسندر جونزالز على موقع AS.com (الإسبانية)